# Cintalapa de Figueroa
La città di Cintalapa de Figueroa è a capo del comune di Cintalapa, nello stato del Chiapas, Messico. Conta 39 804 abitanti secondo le stime del censimento del 2005 e le sue coordinate sono 16°41'N 93°43'W.

## Toponimia
Il nome di Cintalapa ha origini náhuatl e significa Acqua nel sottosuolo.

## Storia

### Fondazione
La prima cultura che si installò nella regione fu quella Olmeca, come lo testimoniano numerosi reperti archeologici. Durante il secolo XI e XII d.C., si stabilirono nella zona i Toltechi; Successivamente furono gli Zoque che occuparono il territorio dell'odierno comune.

### Principali fatti storici
Il 13 novembre del 1883 si divide lo stato in 12 dipartimenti facente questo territorio parte di Tuxla.

Nell'anno 1915 sparì la vecchia infrastruttura geopolitica e vennero creati 59 comuni liberi, (prima ri-municipalizzazione).

Nel 1926 venne surclassata a Città secondo il decreto del governatore Raymundo E. Enríquez.

Il 3 febbraio del 1931 passa da Città a Comune.

Il 6 gennaio del 1942 il nome si fonde con quello di Don Rodulfo Figueroa divenendo capoluogo di provincia con l'attuale nome.
Dal 1983, in seguito alla divisione del Sistema de Planeación, è ubicata nella regione economica I: CENTRO.